# San Romano Martire

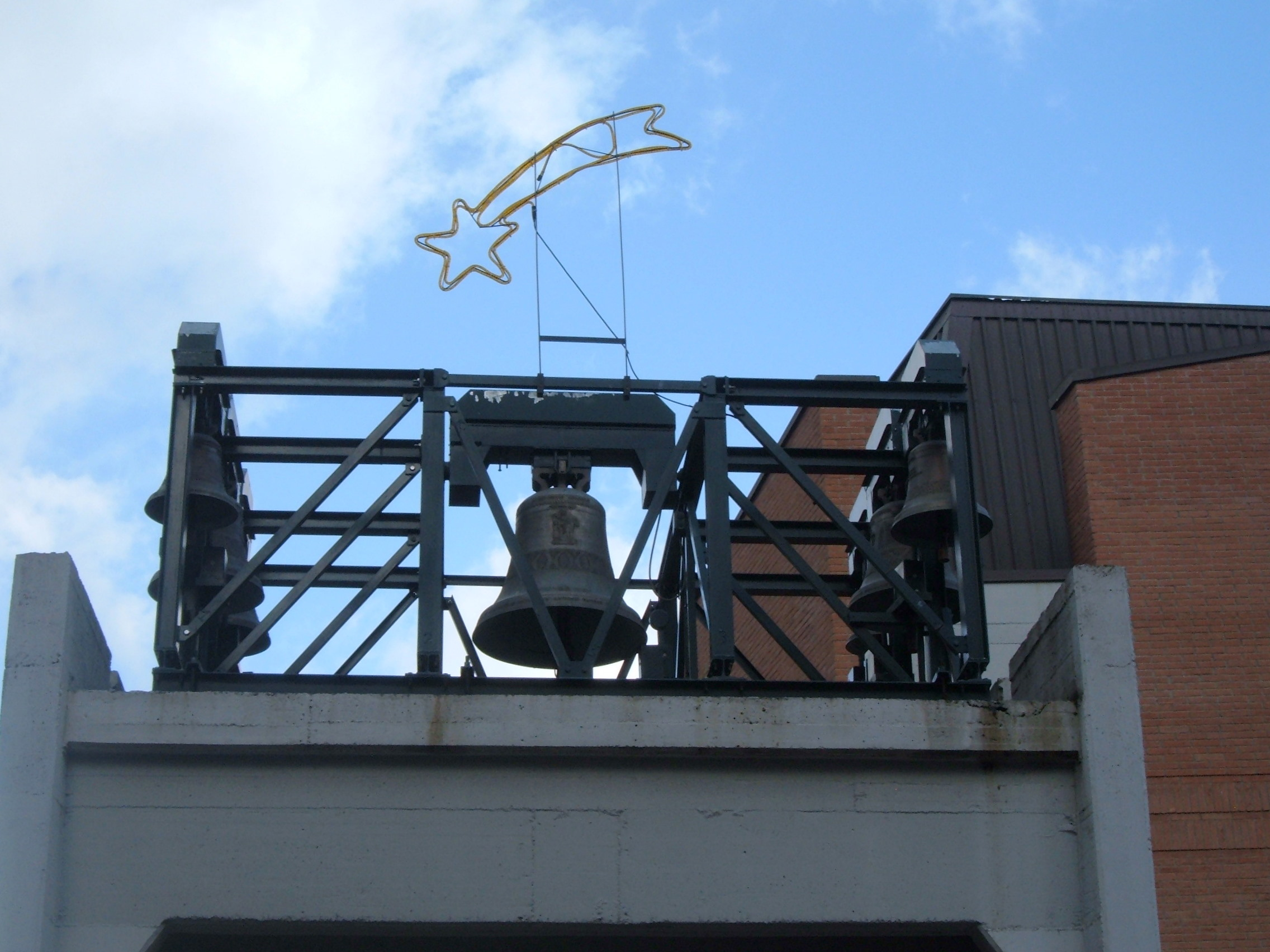
San Romano Martire

San Romano Martire ist eine römisch-katholische Titelkirche im Quartier Pietralata in Rom. Sie ist dem Märtyrer Romanus von Rom geweiht. 
Adresse der Kirche ist Largo Antonio Beltramelli, 23 - Settore Roma Nord.

## Geschichte
Die Pfarrei, die von Diözesanpriestern betreut wird, wurde 1973 aufgrund eines Dekrets von Kardinalvikar Ugo Poletti von der Pfarrei Sant’Atanasio a Via Tiburtina abgetrennt. Die Kirche wurde 2004 gebaut. Sie wurde am 14. Februar 2015 von Papst Franziskus zur Titelkirche erhoben. 

## Kardinalpriester
Folgende Person ist Kardinalpriester von San Romano Martine:
| Kardinalpriester von San Romano Martine |                                      |                             |                  |     |
| Nr.                                     | Name                                 | Amt                         | von              | bis |
| 1                                       | Berhaneyesus Demerew Souraphiel CM 0 | Erzeparch von Addis Abeba 0 | 14. Februar 2015 |     |